# Silvia Marziali
Silvia Marziali (Edolo, 31 gennaio 1988) è un arbitro di pallacanestro italiano.
È il secondo arbitro donna di basket della Serie A nonché la prima donna italiana ad dirigere gare a livello internazionale FIBA.

## Carriera
Ha cominciato come giocatrice di basket a Porto San Giorgio, poi attorno all'età di 18 anni si è avvicinata al mondo della direzione di gara con il primo corso da arbitro. Trasferitasi a Roma per seguire i suoi studi di medicina, ha continuato ad arbitrare in Lazio.
Ha cominciato ad arbitrare nella Serie A2 durante la stagione 2014/2015. Il 19 Ottobre 2017, ha debuttato come arbitro internazionale FIBA, dirigendo a Girona (Spagna) una partita della Coppa Europea Femminile della FIBA tra Spar Citylift Uni Girona e Basket Landes (78–47) insieme a  Gavin Williams e Martin  Hove. 
Dal 2021 arbitra nella massimo campionato italiano di basket. Nella stagione 2023-2024 è stata votata da giocatori e allenatori della Serie A di Basket come miglior arbitro italiano. 